# Blaikengruvan

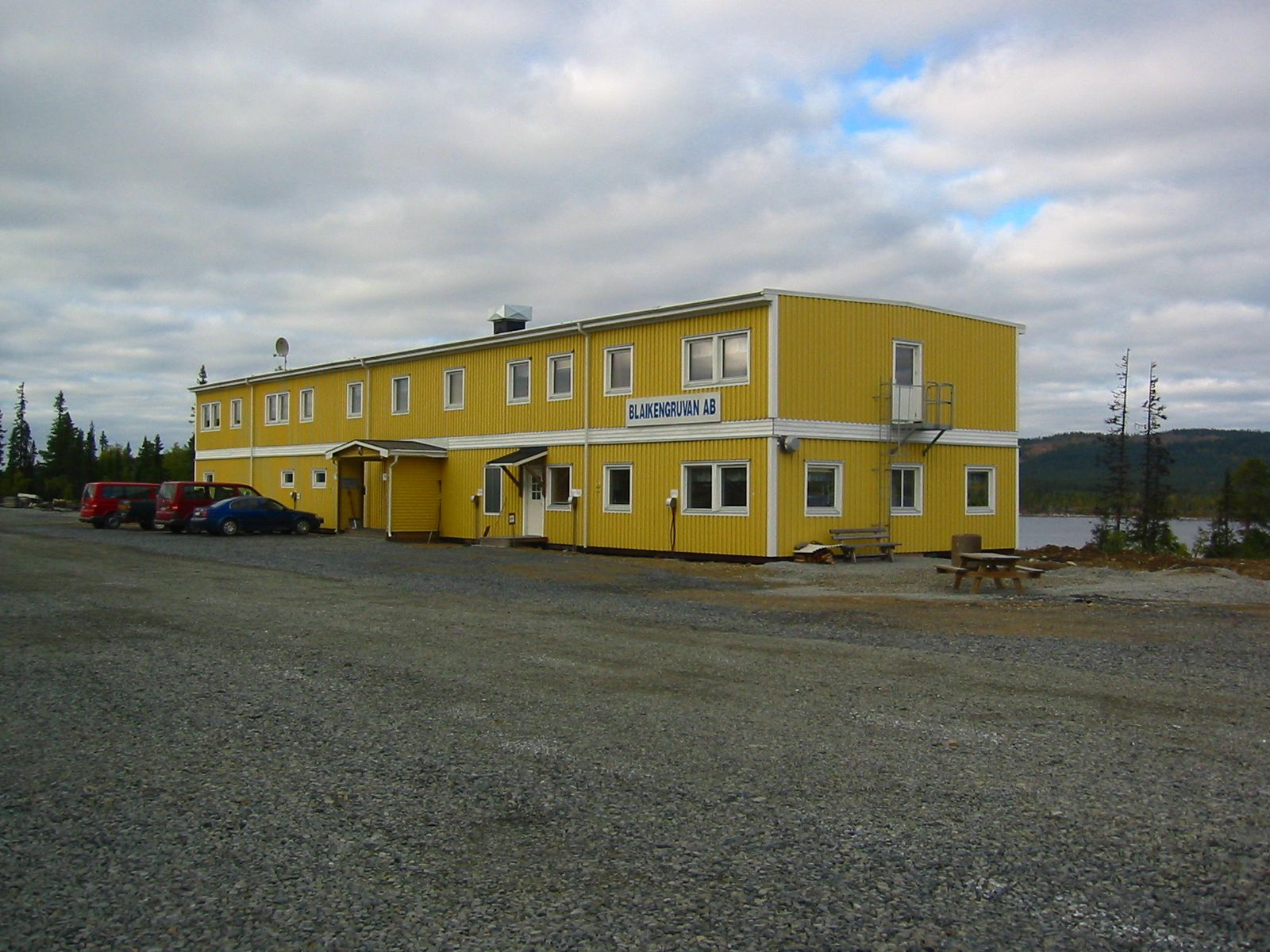
Den tidigare Blaikengruvans kontorshus

Blaikengruvan, också Ersmarksbergsgruvan, är en nedlagd gruva huvudsakligen belägen utanför naturreservatet Blaiken, 25 kilometer sydväst om Sorsele, i Sorsele kommun i Västerbottens län. 
Gruvan drevs av Scanmining, som gick i konkurs 2007. Sommaren 2022 har hanterandet av miljöproblem runt gruvan kostat staten ca 206 miljoner kronor.

## Verksamhet och konkurser
I Blaikengruvan bröts zink-, guld- och blymalm. Blaikengruvan ägdes och drevs av ScanMining AB. Företaget hittade Ersmarksbergsmalmens stora zinkanomali vid moränprovtagning 1996. Sedan tidigare hade en mindre guldmalm hittats i området av det franska företaget Cogema och av Nämnden för statens gruvegendom under prospektering 1989–1992.
Blaikengruvan AB och gruvans ägarbolag gick i konkurs 2007 på grund av lönsamhetsproblem. Efter konkurserna konstaterades stora problem med läckage av metaller till sjön Storjuktan.
I augusti 2008 köptes konkursboet av Lappland Goldminers i syfte att återuppta gruvdriften. I januari 2011 hade ännu ingen gruvdrift återupptagits och startdatumet sattes sen till januari 2012. Under 2011 investerades i anrikningsverket, men efter fortsatta analyser kom man fram till att guldhalten i berget var för låg. Företaget gick i konkurs 2011. År 2014 bedömdes att efterbehandlingen av gruvans läckage skulle ta flera år.
Anrikningsverket ligger vid sjön Storjuktan, där huvudmalmen börjar väster om anrikningsverket och sträcker sig två kilometer söderut på sluttningen av Ersmarksberget. Zinkmalm bröts också 22 kilometer söderut i Svärtträskgruvan. Under år 2014 såldes anrikningsverket för 15 miljoner kronor. Intäkterna beräknades inte täcka kostnaderna för de erforderliga miljöåtgärderna.

## Miljökonsekvenser
I samband med ett studentprojekt på Umeå universitet upptäcktes att en del av botten i Storjuktan är död till följd av utsläpp av främst zink från Blaikengruvan. Studien visade också att utsläppen är mer omfattande än vad man tidigare trott.
År 2018 blev det bestämt att svenska staten står för saneringskostnaderna, beräknade till 200–300 miljoner kronor. Sveriges Geologiska Undersökning (SGU) genomför ett saneringsprojekt som planeras att pågå till 2025, men arbete med vattenrening kan behöva pågå ytterligare en lång tid. Fram till 2022 har Naturvårdsverket beviljat ca 206 miljoner kronor i bidrag för att sanera området.